# 干宝
干宝（3世纪—336年），字令升，新蔡（今属河南駐馬店市新蔡縣，為祖籍）人。东晋时期的史学家、文学家、志怪小说的创始人。

## 生平
祖父干統，三國時為東吳奮武將軍、都亭侯；父干瑩，曾仕吳，任立節都尉，遷居海鹽。干寶博覽群書，晉元帝時召為佐著作郎，“以家贫，求补山阴令，迁始安太守。”曾參與鎮壓荊湘流民起義（杜弢之亂），賜爵關內侯。後王導提拔為司徒右長史，遷散騎常侍。咸康二年（336年）三月卒。

## 著作
東晉元帝時擔任佐著作郎的史官職務，曾奉命領修國史，著《晉紀》，時稱《良史》，现在已经失传。还有著名的《搜神记》，记录神仙鬼怪之事，原有30卷，现在仅保存20卷。精於易學，著有《周易注》十卷、《周易爻义》一卷、《周易宗涂》四卷、《周易问难》二卷、《周易玄品》二卷等書，今皆散佚，散见于唐李鼎祚的《周易集解》、陆德明《经典释文》。另撰有：《易音》、《毛诗音》、《周官礼注》、《答周官驳难》、《周官音》、《后养议》、《春秋左氏函传义》、《春秋序论》、《正音》、《立言》、《夏侯弘見鬼》等。作品多佚，后人有辑本。
干宝表示作史书要明确五志：「體國經野之言則書之，用兵征伐之權則書之，忠臣、烈士、孝子、貞婦之節則書之，文誥專對之辭則書之，木力技藝殊異則書之。」

## 生卒年考证
《辞海》《中国文学大辞典》无载干宝生卒年。许逸民《中国古代小说百科全书》、曹道衡、沈玉成《中古文学史料丛考》据《干宝事迹》干宝卒年五十岁左右，判断干宝生于286年。李剑国《干宝考》则认为《干宝传》没有干莹入晋的记载，说明干莹在东吴灭亡前去世，并假设年幼丧父的干宝五岁丧父，认为干宝出生不迟于276年。张庆民《干宝生平事迹新考》根据《宋书·五行志一》的记载，判断干宝在元康（291年—299年）末年已经成年，认为其生于280年左右。孙俍工《中国文艺辞典》称干宝为“晋惠帝末至穆帝年间人”，生卒年约306—361年；李颖科《干宝及其<晋纪>》认为干宝生卒年为289—336年；王尽忠《干宝生平略考》认为其生于283年。
干宝族裔干乃军在研究干宝的专家王尽忠协助下，据《干氏宗谱》判断干宝生卒年为283年至351年。王尽忠认为东晋为干宝立《御制神道碑》称其“辅弼四朝”、落款“永和七年”，判断其卒于351年。干乃军据此修订了《干宝历史年表》，并于2002年7月将干宝生卒年发表于《中州今古》。何金铠《<搜神记>长短谈》认为其卒于399年；但以上及孙俍工的结论都显然与《建康实录》所载干宝卒年不符。
以上引述详见杨淑鹏《干宝与<搜神记>研究》等。

## 評價
尚秉和《续修四库全书总目提要》評：“元时有屠曾者，始辑其佚。明下德间，其孙勋重订，其书刻在《盐邑志林》，即今孙堂《汉魏二十一家易注》所据而补订，武进张惠言梓入《易义别录》，历城马国翰、甘泉黄奭又据而参校习刊之，载《玉函山房辑佚书》、《汉堂丛书》中。孙、马、黄三家辑本，互有详略，然马、黄多者二事，孙多者七事，较其得失，孙本为优”。

## 延伸阅读
[在维基数据编辑]
 在维基文库阅读此作者作品
 《晉書·卷082》，出自房玄齡《晉書》